# Colonialismo de exploração

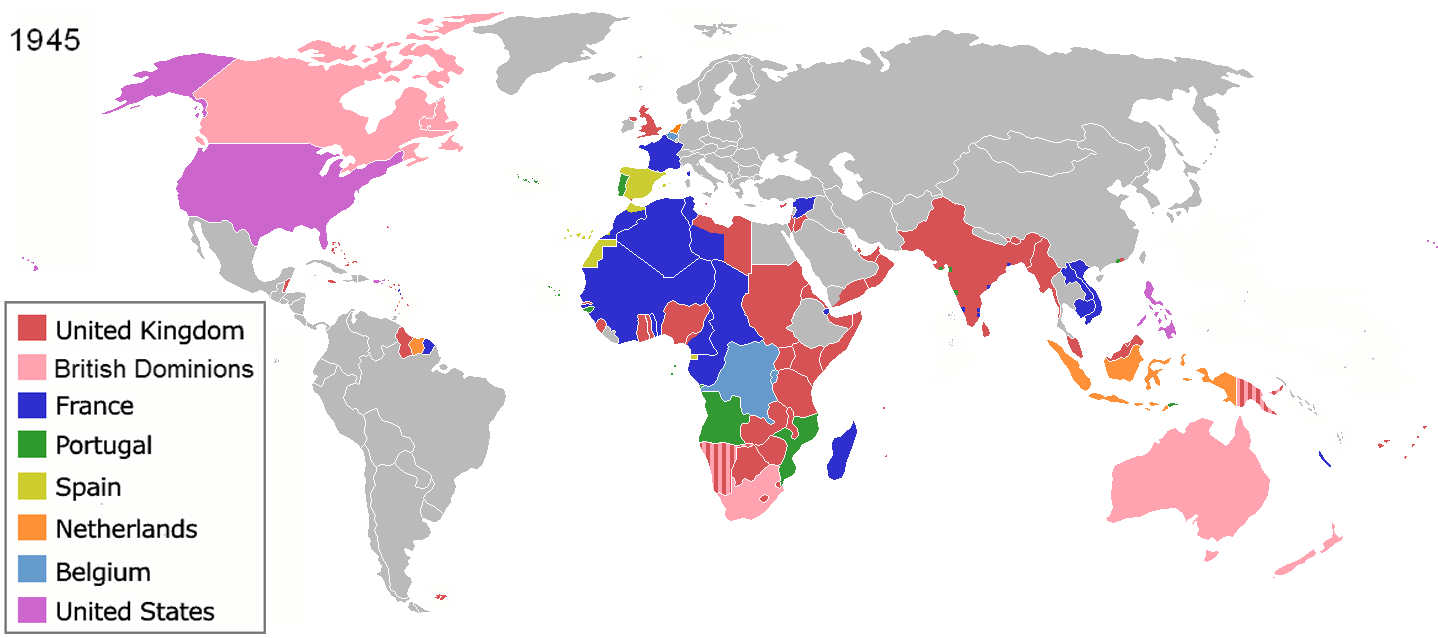
Colonialismo de exploração: O mundo em 1945; Impérios europeus haviam colonizado os continentes América, África, Asia, e Oceania.

Colonialismo de exploração é a política econômica nacional de um país conquistador para explorar os recursos naturais de sua população nativa. Contrasta-se com a colonização de povoamento, onde um grande número de colonos eram envolvidos, geralmente à procura de terras férteis para cultivar. Já a prática de exploração colonialismo envolvia menos colonos, normalmente interessados em extrair recursos de exportação para a metrópole. Esta categoria inclui entrepostos, mas aplicam-se mais para as colônias muito maiores, onde os colonos proporcionariam grande parte da administração e possuíriam a maioria das terras e do capital, mas dependiam de povos indígenas para o trabalho.

Colonialismo de exploração: O mundo em 1800

As potências colonialistas usam o colonialismo colonizador para aliviar as pressões do excesso de população nacional da pátria sobre a economia e o território, e para estender seu território e cultura, reproduzindo a sua sociedade em outras partes do mundo. Uma razão para que um país possa praticar o colonialismo de exploração é o ganho financeiro imediato produzido pela extracção de baixo custo de matérias-primas por meio de povos nativos escravizados, geralmente administrados por um governo colonial.
A geopolítica de uma potência imperialista pode determinar o tipo de prática colonial, seja colonialismo colonizador ou colonialismo de exploração. Por exemplo, no Império Britânico, muitos colonos de pele branca eram assentados principalmente ao norte da América do Norte e na Austrália, onde eles exterminariam as populações indígenas a fim de estabelecer uma nova sociedade em acordo com sua pátria (metrópole). Considerando a ocupação britânica nos países densamente povoados como a Índia britânica (1858-1947), no subcontinente indiano e Egito e África do Sul, eram governados por uma pequena população de administradores coloniais (governo colonial) que redirecionou as economias locais à gestão de exploração para suprir a pátria do Reino Unido, além de outras colônias, com provisões de alimentos, matérias-primas e até produtos acabados.